# Georg von Békésy
Georg von Békésy (Budapest, 3 giugno 1899 – Honolulu, 13 giugno 1972) è stato un neurofisiologo e biofisico ungherese, premio Nobel per la medicina nel 1961.

## Studi
Trasferitosi dopo il conseguimento della laurea in Svezia, insegnò presso l'Università di Stoccolma dal 1947 al 1949, per poi risiedere negli Stati Uniti come docente presso l'Università di Harvard.
Incentrò i suoi studi sulla funzione uditiva, particolarmente sulle vibrazioni della membrana cocleare, la conduzione dello stimolo attraverso il percorso osseo, la reciprocità tra sensazione uditiva correlata alla vibrazione a livello epiteliale, il contrasto uditivo, la variazione soggettiva della percezione sonora a parità di frequenza.

## Riconoscimenti
Ha ricevuto il Premio Nobel nel 1961 per le sue scoperte nel campo dell'udito.
Ha dato il nome al cratere lunare von Békésy.